# Wu-Tang Forever
Wu-Tang Forever je druhé studiové album americké hiphopové skupiny Wu-Tang Clan. Vydáno bylo v červnu roku 1997 společnostmi Loud Records, RCA Records a BMG. Producentem většiny písní byl RZA, dále se na produkci podíleli 4th Disciple, True Master a Inspectah Deck. V hitparádě Billboard 200 se deska umístila na první příčce. Jde o první album kapely po čtyřech letech, mezitím však členové vydávali různé sólové projekty.

## Seznam skladeb
1. „Wu-Revolution“ – 6:17
2. „Reunited“ – 5:23
3. „For Heavens Sake“ – 4:13
4. „Cash Still Rules / Scary Hours (Still Don't Nothing Move But the Money)“ – 3:06
5. „Visionz“ – 3:09
6. „As High as Wu-Tang Get“ – 2:39
7. „Severe Punishment“ – 4:49
8. „Older Gods“ – 3:07
9. „Maria“ – 2:34
10. „A Better Tomorrow“ – 4:58
11. „It's Yourz“ – 4:15
12. „Intro“ – 2:05
13. „Triumph“ – 5:38
14. „Impossible“ – 4:28
15. „Little Ghetto Boys“ – 4:31
16. „Deadly Melody“ – 4:03
17. „The City“ – 4:07
18. „The Projects“ – 3:15
19. „Bells of War“ – 5:12
20. „The M.G.M.“ – 2:39
21. „Dog Sh*t“ – 2:39
22. „Duck Seazon“ – 5:20
23. „Hellz Wind Staff“ – 4:52
24. „Heaterz“ – 4:19
25. „Black Shampoo“ – 3:50
26. „Second Coming“ – 4:35
27. „The Closing“ – 2:43